# Eudaronia aperta
Eudaronia aperta is een slakkensoort, de plaatst in de familie van de Eudaroniidae. De wetenschappelijke naam van de soort is voor het eerst geldig gepubliceerd in 1925 door Sykes.